# Castel Ivano (castello)
Il castello di Ivano è un'imponente struttura  edificata nel VI secolo che si trova nel Trentino, e precisamente sul promontorio del Monte Lefre nella Comunità Valsugana e Tesino. Il nome del castello deriva da quello della famiglia d'Ivano.

## Storia

### Origini
Non si conosce l'esatta origine del castello, ma ci sono varie ipotesi al riguardo. Secondo Montebello, sarebbe di origine longobarda e sarebbe stato eretto alla fine del VI o all'inizio del VII secolo. Sarebbe stato adottato, dopo il 1187, come monastero di padri templari e monaci benedettini oppure sarebbe stato un luogo di rifugio per la popolazione dei villaggi della Valsugana orientale. Secondo la tradizione, inoltre, il castello fu edificato sul sito di un fortilizio romano, sorto a sua volta su un substrato archeologico anteriore.
Il 13 giugno 1187 Jacopino de Yvano, nome di origine celtica conosciuto nell'ambito locale specialmente dal poema cavalleresco Iwein di Hartmann von Aue, tratto dal Yvain, le Chevalier du Lion di Chrétien de Troyes, fu nominato come testimone in un atto di investitura, dal vescovo di Trento Alberto a Riprando di Civezzano. La famiglia d'Ivano tenne il castello non oltre il 1296 secondo Romagna o fino al 1228 secondo Fabris. Non è chiaro se fu la famiglia a dare il nome al castello o viceversa.

### Dal XIII al XIV secolo

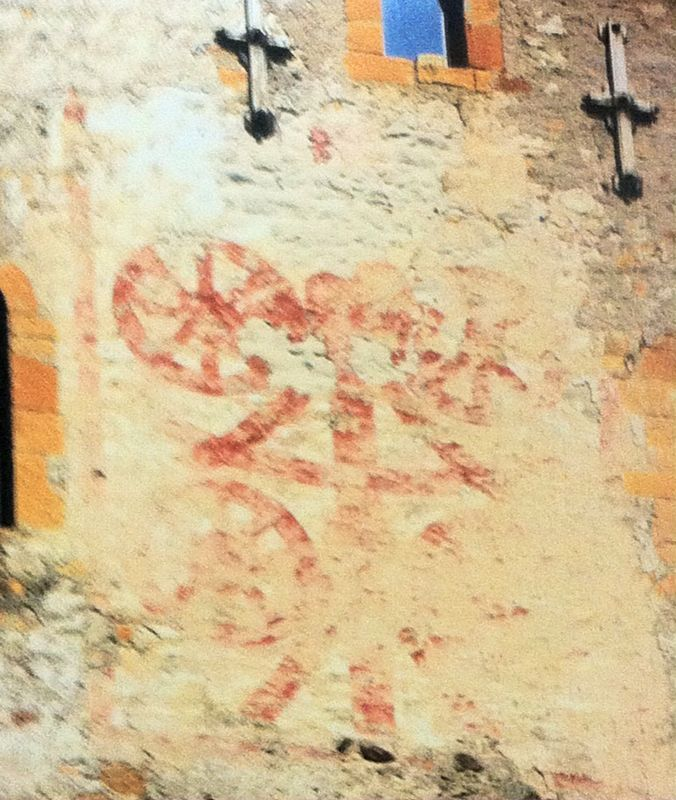
Stemma dei Carrarresi, col carro rosso a quattro ruote raggiate, che sostituì quello degli Scaligeri nel 1365, sulla facciata sud del mastio.

Ci furono molti passaggi di proprietà prima di arrivare all'attuale famiglia possidente. Secondo la ricostruzione di Fabris, dal 1228 al 1259 appartenne a Ezzelino III da Romano, all'epoca padrone anche di Feltre sotto la cui giurisdizione cadeva la zona in cui sorge il castello. Alla sua morte, nel 1259, passò ai vescovi-conti da Camino di Feltre. Nel 1311 alla famiglia dei de Ivano subentrò nella giurisdizione quella dei Castelnuovo-Caldonazzo, anche se un documento riportato da Gorfer cita l'investitura "fatta il 17 gennaio 1302 in castro Yvani, della decima di Caldonazzo al dominus Bonaventura di Giordano di Vigolo. Fabris ritiene tuttavia più probabile come anno del passaggio di proprietà il 1296. Nel 1314, il vescovo di Feltre Alessandro Novello riconobbe il diritto di spada ai signori valsuganotti e la giurisdizione del castello comprendeva inizialmente Strigno, Ivano, Fracena, Villa, Agnedo, Ospedaletto, Scurelle, Spera, Samone e Bieno, ai quali si aggiunsero, nel 1333, Grigno e, nel 1356, i paesi del Tesino.
Cangrande della Scala, Signore di Feltre e della Valsugana dal 1321, ordinò a Biagio I di Castelnuovo di far dipingere sulla facciata sud del mastio l'emblema nobiliare degli Scaligeri, coperto poi da quello dei da Carrara nel 1365 per volere di Francesco da Carrara, signore di Padova, che aveva conquistato il castello con le armi dopo la ribellione di Biagio e dei suoi due fratelli, Siccone e Giacomo. Nel 1373, Francesco da Carrara cedette il castello ai conti del Tirolo - sotto la giurisdizione dal Vicario carrarese Ottobono da Legnago - che l'anno successivo fecero tornare i tre fratelli Castelnuovo-Caldonazzo, restituendo loro sia il castello sia la giurisdizione. Nel 1388 i D'Ivano si sottomisero volontariamente a Gian Galeazzo Visconti, Signore di Milano.

### Dal XV al XIX secolo

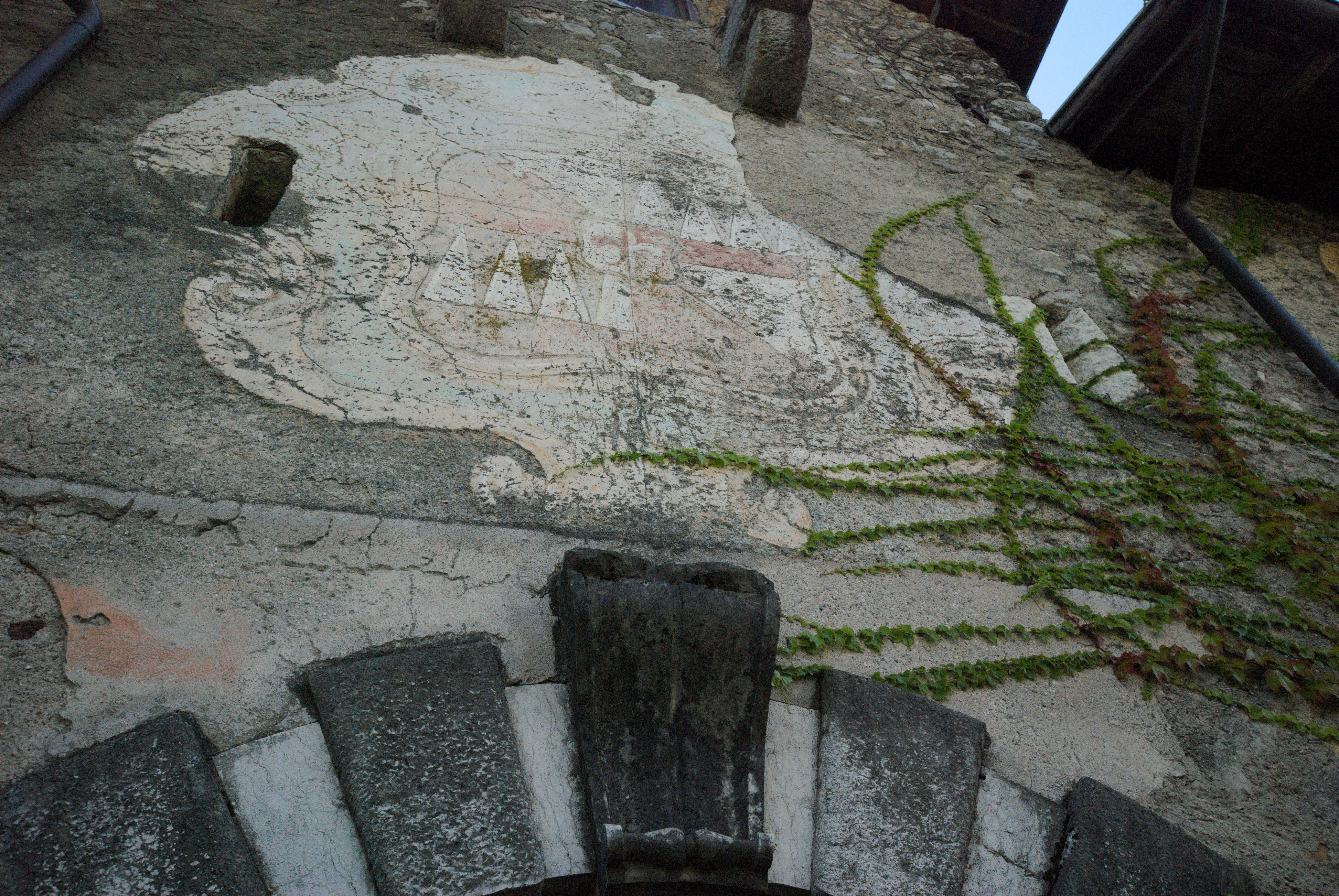
Stemma della famiglia Wolkenstein-Trostburg sul portico del lato nord.

Per un breve periodo appartenne ai Visconti e alla Repubblica di Venezia per poi tornare ai Conti del Tirolo (Duca Federico IV, detto "Tascavuota") nel 1412; l'anno successivo il castello cadde in mano al Vescovo di Feltre, Enrico de Scarampis. Nel 1452 Giacomo Trapp fece restaurare il maniero, ampliò e migliorò le unità abitative e di servizio. Durante la guerra tra il duca Sigismondo d'Austria e Venezia fu conquistato dalle truppe della Serenissima il 7 agosto 1487. Il dominio veneziano durò fino al 1491 dopodiché tornò di nuovo sotto il controllo dei conti del Tirolo. Nel 1496 Massimiliano I concesse il castello a Michele Wolkenstein-Rodeneck. Nel 1525, durante la guerra Rustica, i contadini assediarono il castello e uccisero Giorgio Pucler.
Dopo il 1632 vi furono molti passaggi di proprietà del castello Ivano e Telvana; l'Arciduchessa Claudia de' Medici lo affidò a Giorgio Battista Alberti, in seguito a Marco Sigismondo Welsperg e infine a Giovanni Conte di Haldringer.
Il 6 aprile 1678 Leopoldo I lo concesse a Gaudenzio Fortunato di Wolkenstein-Trostburg.
Nel 1750 l'imperatrice Maria Teresa acquisisce la proprietà del castello. Nel 1829 il maniero ritorna sotto la giurisdizione del comune di Strigno.

### XX e XXI secolo

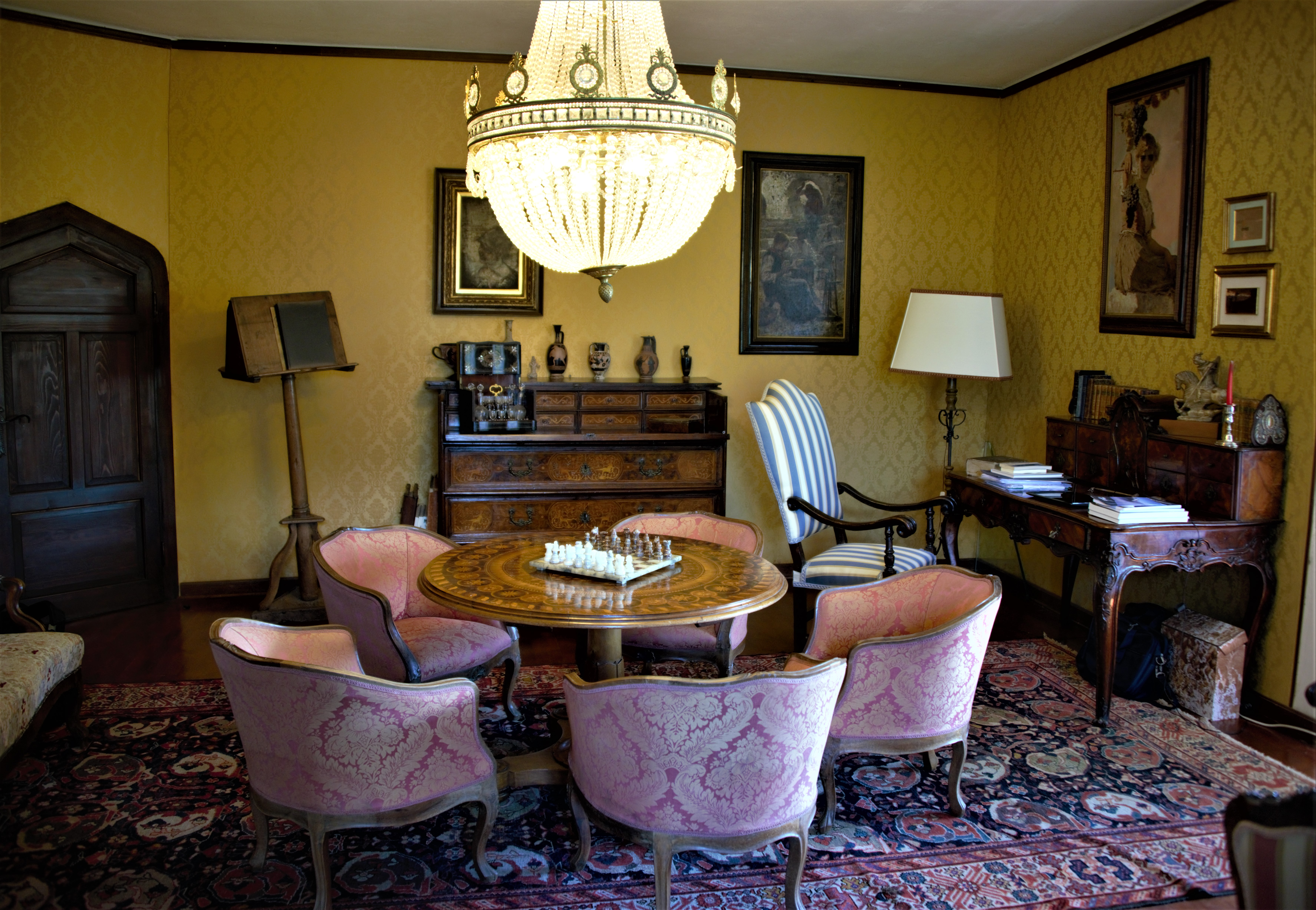
Il salotto giallo.

Negli anni dal 1915 al 1918 durante la prima guerra mondiale, il castello fu soggetto a molti e pesanti bombardamenti, che crearono ingenti danni alla struttura. 
Il 4 Novembre 1918 il castello e il resto del Trentino passarono al Regno d'Italia dopo secoli di dominazione asburgica.
Nel primo dopoguerra venne venduto a Franz Staudacher, che effettuò una ristrutturazione completa del complesso. Durante la seconda guerra mondiale, i bombardamenti furono di minor entità rispetto al passato e colpirono principalmente i tetti. Dal 1982 il castello è Centro Internazionale di Cultura, di proprietà della famiglia Staudacher.
Il castello è adibito ad abitazione privata, di proprietà della famiglia Staudacher: è quindi visitabile su appuntamento da fissare contattando la segreteria. Dall'estate 2013 è possibile prenotarsi per le visite anche nei fine settimana (giugno - settembre) ed ospita eventi quali degustazioni biologiche e cene a tema medievale.
Presso il castello ha anche sede il Centro Culturale "Castel Ivano Incontri", che organizza prestigiose mostre d'arte contemporanea (da ricordare quella di Klimt, Pomodoro, Eugenio Prati) e convegni internazionali. Inoltre, alcune sale del Castello possono essere affittate per matrimoni e cene.

## Architettura
La parte più antica del castello è stata eretta tra l'XI e il XII secolo d.C.; essa comprende il mastio, l'ingresso e il cortile circostante.
Il mastio, caratteristica fondamentale dei castelli medievali, è la torre principale del maniero, dove, in caso di attacco, si rifugiava la popolazione. Esso ha una pianta rettangolare misurante 6,8x10 metri; le sue mura sono spesse 1,40 m e alte 15 m. Inizialmente, queste ultime erano più basse e vennero innalzate alla misura attuale durante il XVI secolo. Il mastio è privo di cuspide e presenta una merlatura sommitale che funge da decorazione. Il tetto è a spiovente e coperto da due grosse lastre di pietra monolitiche. Vi sono tre finestre: le due esterne sono di tipo romanico, mentre quella nel mezzo, di forma ogivale con lo stemma dei da Carrara.
L'ingresso è costituito da una porta fortificata aperta su un antemurale orientale e difesa da un rivellino merlato e da delle saracinesche. Sopra la porta ogivale si può notare una cornice mistilinea con insegne dei Trapp e della Casa d'Austria.
Arrivando nel cortile, che sorge nel punto centrale del castello, sulla sinistra si vede un casamento a più piani con finestre ad arco a tutto sesto e un tetto ad unico spiovente, mentre sulla destra vi sono le costruzioni delle antiche stalle e fienili (ora sedi di manifestazioni culturali e mondane).
L'antica cinta muraria ha la base sostenuta da molti bastioni semicircolari. A metà del '700 ne venne edificata un'altra parte sul lato nord con un portale rustico in pietra; a fianco di esso si apre una leggiadra costruzione con arcate e loggiati sovrapposti. Tra le arcate al piano terra sono presenti due bassorilievi di porfido con grifoni sostenenti gli scudi con stemma Wolkenstein (1631).
Sulla facciata del palazzo sporgono degli erker, esse sono delle trasformazioni delle caditoie per la difesa del mastio.

## Conte "Biagio delle Castellare"
Nel 1365, all'interno del castello, si era rifugiato il conte Biagio delle Castellare, odiato e feroce signorotto locale. Il potente Francesco da Carrara riuscì ad intercedere per la liberazione del conte e la popolazione del Tesino e della Valsugana, che chiedeva la sua testa per le sofferenze patite, dovette accontentarsi di vedere bruciare solo un fantoccio con le sembianze di Biagio.

Da allora il rogo simbolico viene messo in scena ogni anno nel primo giorno di quaresima ed ogni cinque anni, a Carnevale, si svolge una rievocazione in costumi trecenteschi tra le vie di Castello Tesino e del vicino paese di Pieve Tesino, in ricordo delle vicende storiche.